# ملفين داي
ملفين داي (بالإنجليزية: Melvin Day)‏ هو رسام نيوزيلندي، ولد في 30 يونيو 1923 في هاميلتون في نيوزيلندا، وتوفي في 17 يناير 2016 في ويلينغتون في نيوزيلندا.